# موزه حشره‌شناسی هایک میرزایانس
موزه حشره‌شناسی هایک میرزایانس (انگلیسی: Hayk Mirzayans Insect Museum) در سال ۱۳۲۴ به شکل آزمایشگاهی کوچک در وزارت کشاورزی در تهران تأسیس شد. در سال ۱۳۴۱ با تأسیس مؤسسه‌ای با نام انستیتو بررسی آفات و بیماری‌های گیاهی به این مؤسسه انتقال یافت و چندی بعد در بخش تحقیقات رده‌بندی حشرات متمرکز شد. این موزه وابسته به مؤسسه تحقیقات گیاه پزشکی کشور، سازمان تحقیقات، آموزش و ترویج کشاورزی با بیش از چهار و نیم میلیون نمونه حشره، تنها مرجع رسمی شناسایی و رده‌بندی حشرات و غنی‌ترین موزه جانورشناسی ایران است. 
موزه حشرات هایک میرزایانس به وسیله هایک میرزایانس بنیانگذاری شد، که پس از درگذشت وی در سال۱۳۷۸، به پیشنهاد وزیر کشاورزی وقت، موزه به نام ایشان نامگذاری گردید. این موزه دارای 1660نمونه تیپ از جمله هولوتایپ، آلوتایپ و پاراتایپ‌های مختلف است. بخش تحقیقات رده‌بندی حشرات به کمک کتابخانه بزرگ و گنجینه حشرات موزه از دهه‌های پیش مرجع رسمی تشخیص حشرات و آفات حشره‌ای بوده‌است.

## تاریخچه
در سال ۱۳۲۲، جلال افشار حشره‌شناس ایرانی آزمایشگاه حشره‌شناسی کوچکی را در وزارت کشاورزی وقت در تهران تأسیس کرد. اندکی بعد، چندین حشره‌شناس روسی مانند دکتر الکساندروف، چواچین و کیریوخین شروع به کار با آزمایشگاه کردند. در سال ۱۳۲۴، گروه کمی از دانشجویان جدید کارشناسی ارشد، از جمله قدرت‌الله فرح بخش و هایک میرزایانس، به آزمایشگاه پیوستند.
علاوه بر وظایف منظم خود در آزمایشگاه و مشارکت در برنامه‌های کنترل برخی آفات عمومی همچون سن گندم و چند گونه ملخ، میرزایانس شروع به جمع‌آوری و شناسایی انواع حشرات ایرانی کرد و با کمک همکاران روسی خود پایه و اساس آنچه بعدها به بزرگترین موزه حشرات در کشور تبدیل شد را بنیان نهاد. 
طی دهه‌های بعدی، شادروان مهندس هایک میرزایانس به جمع‌آوری و شناسایی حشرات ایرانی ادامه داد. بسیاری از دوستان و همکاران وی همچون شادروانان مهندسین قدرت‌الله فرح بخش، علی پازوکی و هوشنگ برومند نیز نقش مهمی در رشد و پیشرفت موزه داشتند.
قدیمی‌ترین حشرۀ نگهداری شده در این موزه، تک‌نمونه‌ای جیرجیرک از خانوادۀ کمیاب Mogoplistidae با نام علمی  Gotvendia dispar Bolívar است که در ژوئن 1899 میلادی توسط حشره‌شناس فقید Martínez de la Escalera از منطقۀ گتوند واقع در درۀ کارون (جنوب غربی ایران) طی یک سفر اکتشافی جمع‌آوری شد. افزون بر نمونه‌های تیپ این جیرجیرک در موزۀ ملی علوم طبیعی مادرید، اسپانیا، یک نمونه نیز در موزۀ حشرات هایک میرزایانس نگهداری می‌شود. نمونه‌های جمع‌آوری شده توسط حشره شناس فقید اسکالرا (Manuel Martínez de la Escalera y Pérez de Rozas)، 28 سال بعد توسط حشره‌شناس بزرگ دیگری به نام Bolívar تعیین نام شد. وی جنس جدیدی را برای این گونۀ جدید منتشر نمود. قابل توجه است که در پی سدسازی‌های گسترده در زیستگاه این حشره، طی یکصد سال اخیر گزارش مجددی منتشر نشده است و از این لحاظ منقرض شده تلقی می‌شود. از این خانوادۀ مهجور، در سال 1401 خورشیدی، گونۀ Arachnocephalus vestitus Costa, 1855 توسط دانش‌آموختۀ هایک میرزایانس و ملخ‌شناس فعلی این موزه، دکتر محسن مفیدی نیستانک، از سواحل ماسه‌ای رودخانۀ نکا واقع در شمال ایران گزارش شد.
طی دهۀ آخر 1390 خورشیدی، با استخدام نسل جدیدی از حشره‌شناسان جوان و همچنین تکنسین‌ها برای انجام کارهای سرپرستی، موزه شاهد رشد و نمایی چشمگیری شد. در حدود ۱۵ سال، این مجموعه با نگه داشتن ۲ میلیون نمونه رشد کرد. حشره شناسان مشهوری مانند ژان بارو (از پروانه سانان، فرانسه)، Eugenio Morales Agacino (راست بالان، اسپانیا)، گونتر ابرت و هاینز فالکنر (پروانه سانان)، آرتور جی لاوال (مگس‌ها) و دیگران توسط این بخش بکار گرفته شدند. بسیاری دیگر نیز (مانند اچ جی امسل و پبرویج) از این مجموعه بازدید و به پیشرفت آن کمک کردند.
در سده 1400 خورشیدی، متولیان موزه به برگزینی متخصصین نسل چهارم اقدام کردند تا تجربیات و علایق علمی به نسل جدید منتقل و عزم ملی برای تکمیل فون حشرات ایران ادامه یابد. 
بر اساس آخرین آمار منتشره، در سال 1403 خورشیدی، بیش از چهار و نیم میلیون نمونه از حدود 25000 گونه حشره و 1660 نمونه تیپ در این موزه نگهداری می شود.